# Jan Kuhl
Jan Kuhl (ur. 24 listopada 1899 w Wojkowie, zm. 1 kwietnia 1982 w Katowicach) – polski mineralog i petrograf, profesor doktor habilitowany Politechniki Śląskiej, twórca śląskiej szkoły badań surowców mineralnych.

## Życiorys
Urodził się w chłopskiej rodzinie. W 1922 ukończył gimnazjum w Mielcu, w 1927 studia z chemii, mineralogii i geologii na Wydziale Filozofii Uniwersytetu Jagiellońskiego, a następnie został starszym asystentem kierowanym przez prof. Zygmunta Rozena Zakładzie Mineralogii i Petrografii Akademii Górniczej w Krakowie. Uzyskał stypendium naukowe, dzięki któremu wyjechał do Szwajcarii, gdzie pracował pod kierunkiem prof. Paula Niggliego w Zakładzie Mineralogii w Politechnice Federalnej w Zurychu. W 1930 obronił doktorat na Uniwersytecie Jagiellońskim. Od 1933 był kierownikiem laboratorium, a następnie dyrektorem w Fabryce Cementu Portlandzkiego w Szczakowej. Po 1945 pełnił funkcję dyrektora technicznego Zjednoczenia Fabryk Cementu w Sosnowcu, w 1948 habilitował się na Akademii Górniczo-Hutniczej w Krakowie. W 1949 został aresztowany przez Służbę Bezpieczeństwa, skazany na pracę w dolnośląskich kamieniołomach, uwolniony na mocy amnestii w 1951, nigdy nie został oficjalnie zrehabilitowany. Od 1951 kierował Zakładem Petrografii i Geochemii Głównego Instytutu Górniczego w Katowicach, gdzie zorganizował jedyny wówczas w Polsce Zakład Petrografii Węgla. W 1955 objął kierownictwo Katedry Mineralogii i Petrografii Węgla na Wydziale Górniczym Politechniki Śląskiej, w 1958 uzyskał tytuł profesora nadzwyczajnego, w 1965 tytuł profesora zwyczajnego. W 1970 przeszedł na emeryturę. Zmarł nagle 1 kwietnia 1982 w Katowicach. 

## Praca naukowa
Jan Kuhl prowadził badania z zakresu litologii i tektoniki Górnośląskiego Zagłębia Węglowego, geochemii i petrografii węgla brunatnego i węgla kamiennego oraz kopalin, które towarzyszą pokładom węgla. Badał drogi krążenia, genezę i użytkowanie metanu w Górnośląskim Zagłębiu Węglowym i dwutlenku węgla w Dolnośląskim Zagłębiu Węglowym. Interesował się samozapalnością węgla oraz metodami identyfikacji pokładów węgla za pomocą wskaźników niebiogenicznych. Jan Kuhl był autorem ok. 120 publikacji, 3 książek oraz promotorem 33 prac doktorskich. Członek Komitetu Nauk Geologicznych PAN i licznych Rad Naukowych.

## Ordery i odznaczenia
- Krzyż Komandorski Orderu Odrodzenia Polski
- Krzyż Kawalerski Orderu Odrodzenia Polski
- Złoty Krzyż Zasługi (18 stycznia 1946)[4]